# Enoplolambrus laciniatus
Enoplolambrus laciniatus is een krabbensoort uit de familie van de Parthenopidae. De wetenschappelijke naam van de soort is voor het eerst geldig gepubliceerd in 1839 door De Haan.